# Anna Wintour
Anna Wintour (Hampstead, Londres, 3 de noviembre de 1949) es una ejecutiva de medios británica que desempeñó el cargo de jefa de redacción de Vogue desde 1988 hasta 2025. Wintour también desempeña el cargo de directora global de contenido de Condé Nast desde 2020, donde supervisa todas las publicaciones de Condé Nast en todo el mundo y, al mismo tiempo trabaja como directora artística. Wintour también es directora editorial global de Vogue. Con su característico corte pageboy bob y gafas de sol oscuras, Wintour es considerada la mujer más poderosa en el mundo editorial y se ha convertido en una figura importante en el mundo de la moda, sirviendo como presidenta principal del espectáculo anual de moda mundial de alta costura Met Gala en Manhattan desde la década de 1990. Wintour es elogiada por su habilidad para identificar las tendencias de moda emergentes, pero ha sido criticada por su personalidad supuestamente distante y exigente. 
Su padre, Charles Wintour, que fue editor del Evening Standard con sede en Londres de 1959 a 1976, le consultó cómo hacer que el periódico fuera relevante para los jóvenes de la época. Se interesó por la moda cuando era adolescente y su carrera en el periodismo de moda comenzó en dos revistas británicas. Posteriormente, se mudó a los Estados Unidos, con temporadas en New York y House & Garden. Regresó a Londres y fue editora de British Vogue entre 1985 y 1987. Un año después, asumió el control de la revista de la franquicia en Nueva York, reviviendo lo que muchos vieron como una publicación estancada. Su uso de la revista para dar forma a la industria de la moda ha sido objeto de debate dentro de la misma. Los activistas por los derechos de los animales la han atacado por promover las pieles, mientras que otros críticos la han acusado de utilizar la revista para promover visiones elitistas e inalcanzables de la feminidad y la belleza. 
Una ex asistente personal, Lauren Weisberger, escribió el bestseller de 2003 El diablo viste de Prada, que luego se convirtió en una exitosa película de 2006 protagonizada por Meryl Streep como Miranda Priestly, una editora de moda, que se cree que está basada en Wintour. En 2009, la dirección editorial de Vogue por parte de Wintour fue el foco original de un documental, The September Issue de R. J. Cutler. El enfoque de la película cambió hacia los equipos creativos y los editores de moda más experimentados a medida que avanzaba el rodaje.

## Primeros años y educación
Wintour nació en Hampstead (Londres), de Charles Wintour (1917-1999), editor del Evening Standard, y Eleanor «Nonie» Trego Baker (1917-1995). Sus padres se casaron en 1940 y se divorciaron en 1979. Wintour recibió su nombre de su abuela materna, Anna Baker (de soltera Gilkyson), hija de un comerciante de Pensilvania. Audrey Slaughter, editora de una revista que fundó publicaciones como Honey y Petticoat, era su madrastra.
El abuelo de Wintour fue el general de división Fitzgerald Wintour, un oficial militar británico y descendiente del primer ministro George Grenville. A través de su abuela paterna, Alice Jane Blanche Foster, Wintour es tataranieta de la novelista de finales del siglo XVIII Lady Elizabeth Foster, quien más tarde fue duquesa de Devonshire, y su primer marido, el político irlandés John Thomas Foster. Su tatarabuelo fue Frederick Hervey, cuarto conde de Bristol, que ejerció de obispo anglicano de Derry. Sir Augustus Vere Foster, cuarto baronet, el último baronet con ese nombre, era tío abuelo de Wintour. Es sobrina de Cordelia James, baronesa James de Rusholme, hija de Fitzgerald Wintour.
Wintour tenía cuatro hermanos. Su hermano mayor, Gerald, murió en un accidente de tráfico cuando era niño. Uno de sus hermanos menores, Patrick, también es periodista y actualmente editor diplomático de The Guardian. James y Nora Wintour han trabajado en el gobierno local de Londres y para organizaciones no gubernamentales internacionales, respectivamente.
Wintour asistió a la North London Collegiate School, donde con frecuencia se rebelaba contra el código de vestimenta levantando los dobladillos de sus faldas. A la edad de 14 años, comenzó a usar su cabello en forma de bob. Desarrolló un interés por la moda como espectadora habitual de Cathy McGowan en Ready Steady Go! y leyendo Seventeen, que su abuela le envió desde Estados Unidos. «Al crecer en el Londres de los años 60, habría que haber tenido el saco de Irving Penn sobre la cabeza para no saber que algo extraordinario estaba sucediendo en la moda», recordó. Su padre le consultaba periódicamente cuando consideraba ideas para aumentar el número de lectores en el mercado juvenil.

## Carrera

### De la moda al periodismo
«Creo que mi padre realmente decidió por mí que trabajara en la moda», recordó en The September Issue. Consiguió el primer trabajo de su hija, en la influyente boutique Biba, cuando tenía 15 años. Al año siguiente, dejó North London Collegiate y comenzó un programa de formación en Harrods. A instancias de sus padres, también tomó clases de moda en una escuela cercana. Pronto los abandonó y dijo: «O conoces la moda o no». Un novio mayor, Richard Neville, le brindó su primera experiencia en la producción de revistas en su popular y controvertido Oz.
En 1970, cuando Harper's Bazaar UK se fusionó con Queen para convertirse en Harper's & Queen, Wintour fue contratada como una de sus primeras asistentes editoriales, comenzando su carrera en el periodismo de moda. Les dijo a sus compañeros de trabajo que quería editar Vogue. Mientras estaba allí, descubrió a la modelo Annabel Hodin, una excompañera de clase del norte de Londres. Sus conexiones la ayudaron a conseguir ubicaciones para sesiones fotográficas innovadoras de Helmut Newton, Jim Lee y otros fotógrafos que marcan tendencias. Uno recreó las obras de Renoir y Manet utilizando modelos con botas go-go. Después de desacuerdos crónicos con su rival, Min Hogg, renunció y se mudó a Nueva York con su novio, el periodista independiente Jon Bradshaw.

### Nueva York
En su nuevo hogar, se convirtió en editora de moda júnior en Harper's Bazaar en la ciudad de Nueva York en 1975. Las innovadoras sesiones fotográficas de Wintour llevaron al editor Tony Mazzola a despedirla después de nueve meses. Según los informes, uno de los amigos de Bradshaw le presentó a Bob Marley y desapareció con él durante una semana; en una aparición de 2017 en The Late Late Show with James Corden, dijo que nunca había conocido a la leyenda del reggae, pero que ciertamente se habría «acostado» con él si lo hubiera hecho. Unos meses más tarde, Bradshaw la ayudó a conseguir su primer puesto como editora de moda, en Viva, una revista para mujeres adultas fundada por Kathy Keeton, entonces esposa del editor de Penthouse, Bob Guccione. Rara vez ha hablado de trabajar allí, debido a esa conexión. Este fue el primer trabajo en el que pudo contratar a un asistente personal, lo que inició su reputación como jefa exigente y difícil.
A finales de 1978, Guccione cerró la revista no rentable. Wintour decidió tomarse un tiempo libre del trabajo. Rompió con Bradshaw y comenzó una relación con el productor discográfico francés Michel Esteban, durante dos años dividiendo su tiempo con él entre París y Nueva York. Regresó a trabajar en 1980, sucediendo a Elsa Klensch como editora de moda de una nueva revista femenina llamada Savvy. Buscaba atraer a mujeres profesionales conscientes de su carrera que gastaban su propio dinero, los lectores a los que Wintour se dirigiría más tarde en Vogue.
Al año siguiente, se convirtió en editora de moda de New York. El editor Edward Kosner a veces le imponía reglas muy estrictas y la dejaba trabajar en otras secciones de la revista. A través de su trabajo en una portada que involucraba a Rachel Ward, aprendió con qué eficacia las portadas de celebridades vendían copias. «Anna vio venir la fama antes que los demás», dijo Grace Coddington tres décadas después. Un ex colega organizó una entrevista con la editora de Vogue, Grace Mirabella, que terminó cuando Wintour le dijo a Mirabella que quería su trabajo.

### Condé Nast
Empezó a trabajar en Vogue cuando Alex Liberman, entonces director editorial de Condé Nast y editor de Vogue, habló con Wintour sobre un puesto allí en 1983. Finalmente aceptó después de una guerra de ofertas que duplicó su salario, convirtiéndose en la primera directora creativa de la revista, un puesto con responsabilidades vagamente definidas. Sus cambios en la revista a menudo se hacían sin el conocimiento de Mirabella, lo que provocaba fricciones entre el personal. Comenzó a salir con el psiquiatra infantil David Shaffer, un conocido mayor de Londres. Se casaron en 1984.
En 1985, Wintour consiguió su primer puesto como editora, haciéndose cargo de la edición británica de Vogue después de que Beatrix Miller se jubilara. Una vez a cargo, reemplazó a gran parte del personal y ejerció mucho más control sobre la revista que cualquier editor anterior, ganándose el apodo de «Nuclear Wintour» en el proceso. Los editores que fueron contratados comenzaron a referirse al período como «El Wintour de nuestro descontento». Sus cambios llevaron a la revista de su tradicional excentricidad a una dirección más acorde con la revista estadounidense. El lector ideal de Wintour era la misma mujer a la que Savvy había intentado llegar. «Hay un nuevo tipo de mujer», dijo al Evening Standard. «A ella le interesan los negocios y el dinero. Ya no tiene tiempo para comprar. Quiere saber qué, por qué, dónde y cómo».
En 1987, Wintour regresó a la ciudad de Nueva York para hacerse cargo de House & Garden. Su circulación llevaba mucho tiempo por detrás de la de su rival Architectural Digest, y Condé Nast esperaba poder mejorarla. Una vez más, hizo cambios radicales en el personal y la apariencia, cancelando artículos y fotografías por valor de 2 millones de dólares en su primera semana. Puso tanta moda en sus fotografías que se hizo conocida como «House & Garment», y tantas celebridades la llamaron «Vanity Chair» dentro de la industria. Estos cambios empeoraron los problemas de la revista. Cuando el título se redujo a solo HG, muchos suscriptores de toda la vida pensaron que estaban recibiendo una nueva revista y la dejaron a un lado para que llegara la auténtica. La mayoría de esas suscripciones finalmente se cancelaron y, aunque algunos anunciantes de moda vinieron, la mayoría de los anunciantes tradicionales de la revista se retiraron.
Diez meses después, se convirtió en editora de Vogue Estados Unidos. A los conocedores de la industria les preocupaba que bajo Mirabella, la revista estuviera perdiendo terreno frente a la edición estadounidense de Elle recientemente introducida. Después de realizar cambios radicales en el personal, Wintour cambió el estilo de las fotografías de portada. Mirabella había preferido fotografías ajustadas a la cabeza de modelos conocidas en los estudios; las portadas de Wintour mostraban más cuerpo y fueron tomadas afuera, como las que había hecho Diana Vreeland años antes. Usó modelos menos conocidos y mezcló ropa barata con alta costura: el primer número del que estuvo a cargo, en noviembre de 1988, presentaba una fotografía de Peter Lindbergh de Michaela Bercu, de 19 años, con un par de jeans descoloridos de 50 dólares y un Camiseta enjoyada de Christian Lacroix valorada en 10.000 dólares. Era la primera vez que una modelo de portada de Vogue usaba jeans; cuando el impresor la vio llamó a las oficinas de la revista pensando que era una imagen equivocada.
En 2012, Wintour reflexionó sobre la portada:

Era muy distinto a los estudiados y elegantes primeros planos típicos de las portadas de Vogue de aquella época, con toneladas de maquillaje y joyas importantes. Este rompió todas las reglas. Michaela no te estaba mirando y, peor aún, tenía los ojos casi cerrados. Su cabello ondeaba sobre su rostro. Parecía fácil, casual, un momento que había sido fotografiado en la calle, que había sido, y que era el punto. Después, como pueden suceder estas cosas, la gente aplicó todo tipo de interpretaciones: se trataba de mezclar lo alto y lo bajo, Michaela estaba embarazada, era una declaración religiosa. Pero ninguna de estas cosas era cierta. Acababa de mirar esa imagen y sentí los vientos de cambio. Y no se le puede pedir más a una imagen de portada que eso.

Años después, Wintour admitió que la foto nunca había sido planeada como foto de portada. En 2011, cuando Vogue puso todo su archivo en línea, se citó a Wintour diciendo: «Simplemente dije: 'Bueno, probemos esto'. Y nos fuimos. Fue muy natural. Para mí simplemente decía: 'Esto es algo nuevo'. Esto es algo diferente.' Los impresores llamaron para asegurarse de que esa era la portada, porque pensaron que podría haberse cometido un error». En 2015, dijo que si tuviera que elegir una de sus portadas favoritas, sería esa. «Fue un acto de fe y sin duda fue un gran cambio para Vogue».
«El enfoque de Wintour tocó una fibra sensible: así era como las mujeres reales confeccionaban la ropa (con la probable excepción de usar camisetas de varios miles de dólares)», dice un crítico. En la portada de junio de 1989, la modelo Estelle Lefébure aparecía con el pelo mojado, sólo una bata de baño y sin maquillaje aparente. Junto con las modelos, se acreditaron fotógrafos, maquilladores y peluqueros. En agosto de 2014, Gigi Hadid rindió homenaje a la primera portada de Wintour.
Ejerce un gran control sobre el contenido visual de la revista. Desde sus primeros días como editora, ha exigido que los fotógrafos no comiencen hasta que ella haya aprobado los polaroids del montaje y la vestimenta. Después, deben presentar a la revista todos sus trabajos, no solo sus elecciones personales.
Su control sobre el texto es menos seguro. Su personal afirma que lee todo lo escrito para su publicación, pero el ex editor Richard Story ha afirmado que rara vez, o nunca, lee la cobertura artística o las reseñas de libros de Vogue. Al principio de su carrera, a menudo dejaba a otros la redacción del texto que acompañaba sus diseños; sus antiguos compañeros de trabajo afirman que tiene habilidades mínimas en esa área. Hoy escribe poco para la revista, salvo la carta mensual del editor. Según se informa, tiene tres asistentes a tiempo completo, pero a veces sorprende a quienes llaman contestando el teléfono ella misma.

### Años 1990
Bajo su dirección, la revista renovó su enfoque en la moda y volvió a la prominencia que había tenido bajo Vreeland. Vogue mantuvo su posición como líder del mercado frente a tres contendientes: Elle; Harper's Bazaar, que había alejado a Liz Tilberis, la segunda más destacada de Wintour, y Mirabella, una revista que Rupert Murdoch creó para la predecesora despedida de Wintour. Su competidora más seria estaba dentro de la empresa: Tina Brown, editora de Vanity Fair y más tarde de The New Yorker.
Al final de la década, otro miembro del círculo íntimo de Wintour se fue para dirigir Harper's Bazaar. Kate Betts, vista como la probable sucesora de Wintour, había ampliado el alcance de la revista encargando historias con un tono más informativo, sobre las mujeres en la política, la cultura callejera y las dificultades financieras de algunos diseñadores importantes. También había añadido la sección «Índice», unas cuantas páginas de consejos que debían arrancar de la revista. En las reuniones de personal, se ganó el respeto de Wintour como la única persona que la desafió públicamente.
Los dos comenzaron a estar en desacuerdo sobre la dirección de la revista. Betts sintió que la cobertura de moda de Vogue se estaba volviendo demasiado limitada. Wintour, a su vez, pensó que las historias con ángulos de la cultura popular que Betts estaba asignando no eran suficientes para los lectores, y comenzó a emparejar a Betts con Plum Sykes, a quien, según los informes, Betts detestaba como una «cabeza hueca pretenciosa». Finalmente, se fue, quejándose al New York Times de que Wintour ni siquiera le había enviado un regalo para el bebé. Wintour escribió una carta del editor en la que felicitaba a Betts y le deseaba lo mejor.

### Años 2000
Betts fue uno de los varios editores veteranos que abandonaron Vogue alrededor del nuevo milenio. Un año después, Sykes, otra supuesta sucesora, se fue para concentrarse en sus novelas más vendidas ambientadas en las clases altas de la ciudad y en un guion. Varios otros editores también se marcharon para asumir los puestos más altos en otras publicaciones. Si bien algunos de sus reemplazos no duraron, se formó un nuevo grupo de editores principales.

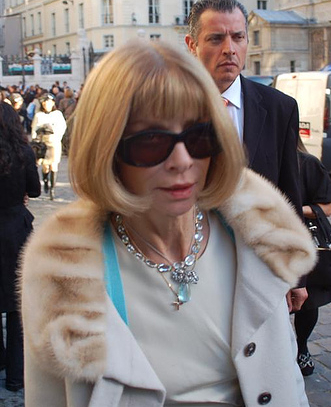
Wintour en Alemania, 2006

El número de septiembre de 2004 tenía 832 páginas, el número más grande de una revista mensual jamás publicado en ese momento, desde que fue superado por el número de septiembre de 2007 que cubrió el documental de Cutler. Wintour supervisó la introducción de tres revistas derivadas: Teen Vogue, Vogue Living y Men's Vogue. Teen Vogue ha publicado más páginas de anuncios y ha obtenido más ingresos de anunciantes que Elle Girl y Cosmo Girl, y las 164 páginas de anuncios en la primera edición de Men's Vogue fueron la mayor cantidad para un primer número en la historia de Condé Nast. AdAge la nombró «Editora del año» por esta expansión de marca.
Wintour fue nombrada Oficial de la Orden del Imperio Británico (OBE) en los Honores de Cumpleaños de 2008. Sin embargo, 2008 fue en general un año difícil para Vogue, ya que la economía empeoró. Después de alborotar las plumas en los desfiles de Milán en febrero, la imagen de portada de la edición de abril de LeBron James y Gisele Bündchen generó críticas por su evocación de estereotipos raciales. Al mes siguiente, un lujoso vestido de Karl Lagerfeld que usó en la gala del Met's Costume Institute fue llamado «el peor paso en falso de la moda de 2008». En otoño, Vogue Living se suspendió indefinidamente y Men's Vogue se redujo a dos números al año como encarte o complemento de la revista femenina. A finales de año, la portada de diciembre destacó un comentario despectivo que Jennifer Aniston hizo sobre Angelina Jolie, para disgusto de la primera; los observadores de los medios comenzaron a especular que Wintour había perdido su toque.

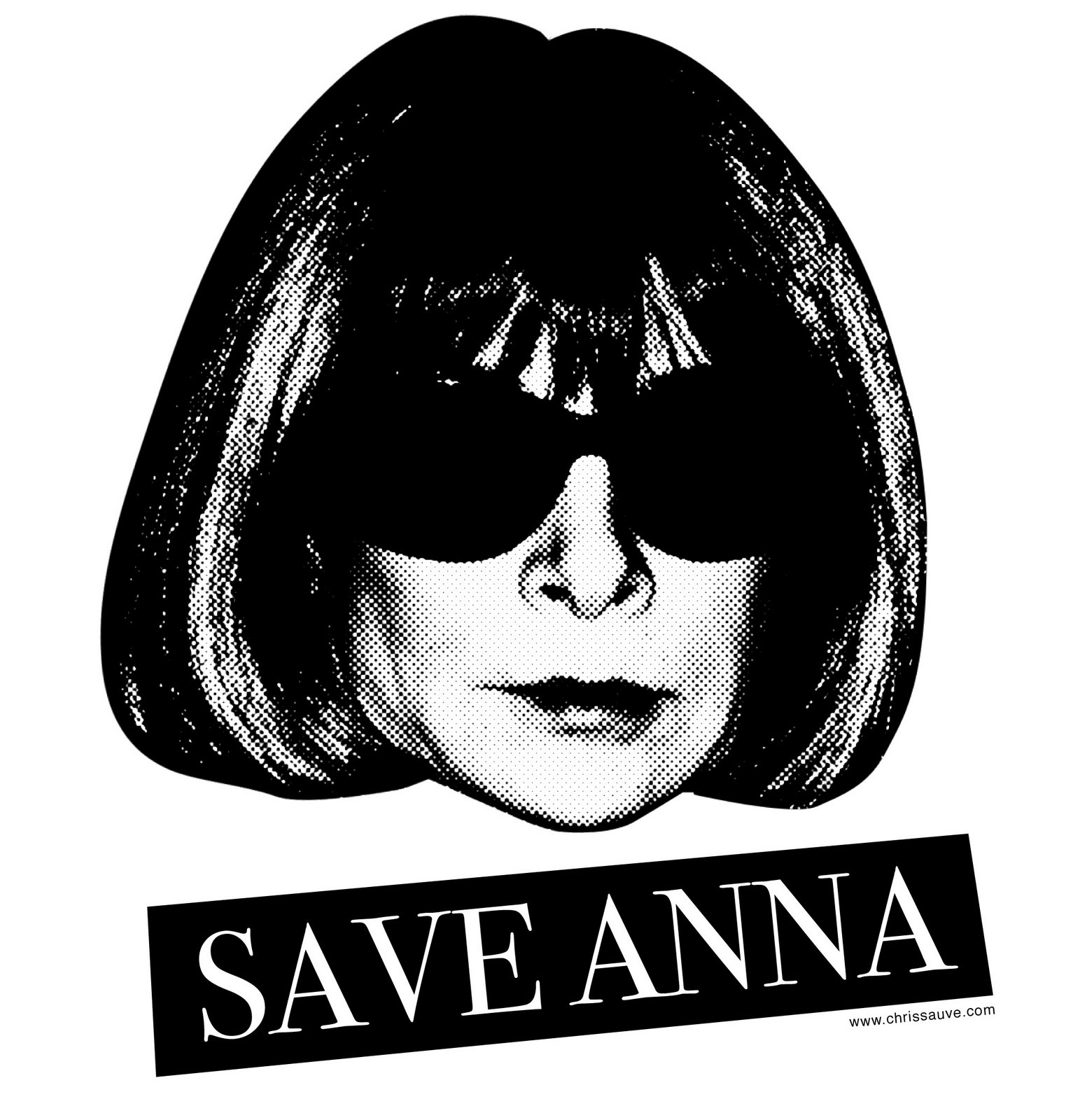
Logotipo de «Save Anna» («salven a Anna») creado en respuesta a los rumores de retiro

En 2008, surgieron rumores de que se retiraría y sería reemplazada por la editora de Vogue Francia, Carine Roitfeld. Según se informa, un editor de GQ Rusia presentó a la editora de Vogue Rusia, Aliona Doletskaya, como la próxima editora de Vogue Estados Unidos. Condé Nast respondió publicando un anuncio de página completa en The New York Times defendiendo su historial. En esa misma publicación, Cathy Horyn escribió más tarde que si bien Wintour no había perdido su toque, la revista se había vuelto «obsoleta y predecible», como se había quejado recientemente un lector. «Leer Vogue en los últimos años es preguntarse sobre la peculiar fascinación por la historia de la 'villa en la Toscana'», añadió Horyn. La revista también trató con torpeza la recesión, comentó.
En 2009, Wintour comenzó a aparecer más en los medios. En un artículo para el programa 60 Minutes, dijo que no se retiraría. «Para mí, estar en esta posición es un momento realmente interesante y creo que sería en cierto modo irresponsable no dar lo mejor de mí y llevarnos a un tiempo diferente». Un documental, The September Issue, del productor de The War Room, R.J. Cutler, sobre la producción de la edición de septiembre de 2007, se publicó en septiembre. Se centró en la relación a veces difícil entre Wintour y la directora creativa Grace Coddington. Wintour apareció en el Late Show with David Letterman para promocionarlo, defendiendo la relevancia de la moda en una economía difícil. La Sociedad Estadounidense de Editores de Revistas la eligió para su Salón de la Fama en 2010.

### Años 2010

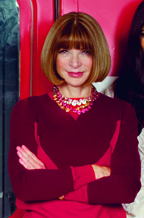
Wintour en febrero de 2012

En 2013, Condé Nast anunció que asumiría el puesto de directora artística de las revistas de la empresa mientras permanecería en Vogue. Asumió algunas de las responsabilidades de Si Newhouse, el antiguo presidente de la empresa, quien, en ese momento, tenía alrededor de 80 años, se retiraba de su puesto en Condé Nast para supervisar la gestión de Advance Publications, su empresa matriz. Un portavoz de la empresa dijo a The New York Times que el puesto se creó para retener a Wintour. Lo describió como «una extensión de lo que estoy haciendo, pero a una escala más amplia».
En enero de 2014, el Museo Metropolitano de Arte nombró a su complejo del Instituto del Traje en honor a Wintour; la primera dama Michelle Obama lo inauguró en mayo de ese año. Wintour protagonizó The Fashion Fund, que también se emitió en Ovation TV ese año; Forbes la nombró la 39.ª mujer más poderosa del mundo.
Con motivo del décimo aniversario del estreno de The Devil Wears Prada, en 2016, The Ringer señaló cómo la imagen personal de Wintour había evolucionado desde la representación de Miranda Priestley en esa película. «Este verano, hace una década, Wintour se convirtió en un avatar viviente de cierto tipo de jefe: el tipo terrible, con 'grande' un asterisco poco entusiasta», escribió Alison Herman. «The Devil Wears Prada transformó la imagen de Wintour de una mera figura pública a la de un ícono cultural».
Pero desde entonces, «Wintour no solo se redime. Es abiertamente admirada, con el frío ártico y todo». Los agravios reflejados en la novela y la película «[parecen] una queja cada vez más mezquina cuando se comparan con un número de lectores que se mantiene en las siete cifras y la ventaja indiscutible en ventas de publicidad que ello conlleva. Wintour es aparentemente la única persona en el mundo que sabe cómo llevar a cabo una operación de impresión estable en 2016... A sus 10 años, Miranda Priestley es icónica pero ligeramente desactualizada. Anna Wintour sigue siendo la jefa...».
Wintour fue nombrada Dama Comendadora de la Orden del Imperio Británico (DBE) en los Honores de Año Nuevo de 2017 por sus servicios a la moda y el periodismo y fue investida por la Reina Isabel II en mayo de 2017 en el Palacio de Buckingham. Según un informe de enero de 2017 en The Nation, una revista de noticias estadounidense, se rumoreaba que Wintour se habría convertido en embajadora de Estados Unidos en el Reino Unido si Hillary Clinton hubiera sido elegida presidenta de Estados Unidos en noviembre anterior.

### Años 2020
En mayo de 2020, el exeditor general André Leon Talley publicó sus segundas memorias, The Chiffon Trenches, que expuso la disputa personal de Talley y Wintour en 2018 después de que lo descontinuaron como reportero de la alfombra roja de la Met Gala de Vogue.
Tras el asesinato de George Floyd, se informó que Wintour se disculpó con el personal por la complicidad de Vogue en el racismo, afirmando que la revista «no había encontrado suficientes formas de elevar y dar espacio a los editores, escritores, fotógrafos, diseñadores y otros creadores negros».
En 2020, Condé Nast ascendió a Wintour al puesto de directora de contenido global, como parte de una reestructuración de la empresa. Además, trabajará como directora editorial global de Vogue.
En 2023, Wintour sugirió la creación de un evento similar a la Met Gala en Londres para recaudar fondos para la escena artística local, que ha luchado por recuperarse tras el COVID.
Wintour fue nombrada Miembro de la Orden de los Compañeros de Honor (CH) en los Honores de Cumpleaños de 2023 por sus servicios a la moda.
En junio de 2025, Wintour dejó su cargo de jefa de refacción de Vogue, pero mantendrá su papel como directora de contenido global de Condé Nast.

### Influencia en la industria de la moda
A lo largo de los años, ha llegado a ser considerada una de las personas más poderosas en la moda, marcando tendencias y ungiendo a nuevos diseñadores. Los publicistas de la industria a menudo escuchan «¿Quieres que le lleve esto a Anna?» cuando tienen diferencias con sus subordinados. The Guardian la ha llamado la «alcaldesa no oficial» de la ciudad de Nueva York. Ha alentado a casas de moda como Christian Dior a contratar diseñadores más jóvenes y frescos como John Galliano. Su influencia se extiende más allá de la moda. Convenció a Donald Trump para que permitiera a Marc Jacobs usar un salón de baile en el Hotel Plaza para un espectáculo cuando Jacobs y su socio estaban cortos de efectivo. En 2006, convenció a Brooks Brothers para que contratara al relativamente desconocido Thom Browne. Una protegida de Vogue, Plum Sykes, se convirtió en una novelista de éxito, basándose en la élite de la moda de Nueva York.
Se informó que su salario era de 2 millones de dólares al año en 2005. Además, recibe varios beneficios, como un Mercedes-Benz Clase S con chófer (tanto en Nueva York como en el extranjero), un subsidio de compras de 200.000 dólares y la Suite Coco Chanel en el Hotel Ritz París mientras asiste a desfiles de moda europeos. El presidente de Condé Nast, Samuel Irving Newhouse Jr., pidió a la empresa que le concediera un préstamo de 1,6 millones de dólares sin intereses para comprar su casa en Greenwich Village.

## Trabajo de caridad
Wintour es fideicomisaria del Museo Metropolitano de Arte de Nueva York, donde ha organizado actividades benéficas que han recaudado 50 millones de dólares para el Costume Institute del museo. Comenzó el Fondo CFDA/Vogue para alentar, apoyar y orientar a diseñadores de moda desconocidos. También ha recaudado más de 10 millones de dólares para organizaciones benéficas contra el sida desde 1990, mediante la organización de varios eventos benéficos de alto perfil.

## Vida personal

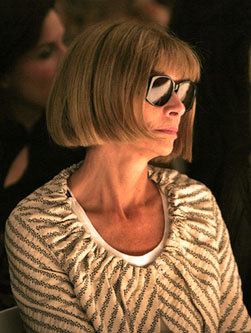
Wintour en un desfile en 2005

### Relaciones
Wintour comenzó a salir con hombres mayores con buenos contactos durante su adolescencia. Estuvo brevemente involucrada con el novelista Piers Paul Read cuando ella tenía 15 años y él 24. En su adolescencia, salió con el columnista de chismes Nigel Dempster y los dos se convirtieron en un elemento fijo en el circuito de clubes de Londres.
Wintour se casó con el psiquiatra infantil David Shaffer en 1984 y tuvieron un hijo llamado Charles (nacido en 1985) y una hija llamada Katherine (nacida en 1987) antes de divorciarse en 1999. Charles se graduó de la Universidad de Oxford y del Colegio de Médicos y Cirujanos de Columbia. Katherine escribió columnas ocasionales para The Daily Telegraph en 2006 y se graduó de la Universidad de Columbia en 2009, y es productora con sede en Nueva York del Ambassador Theatre Group. Katherine se casó con el cineasta italiano Francesco Carrozzini, hijo de la jefa de redacción de Vogue Italia, Franca Sozzani, en 2018.
Los periódicos y columnistas de chismes afirmaron que el romance de Wintour con el inversor Shelby Bryan puso fin a su matrimonio con Shaffer. Ella se negó a hacer comentarios. Un ex colega citado en el Observer dijo que Bryan «la suavizó» y que ella «ahora sonríe y se la ha visto reír».

### Residencia
Wintour reside en el barrio Greenwich Village de la ciudad de Nueva York.

### Hábitos
Wintour dice que se despierta a las 5:30 a. m., juega tenis, se peina y maquilla y luego llega a las oficinas de Vogue a las 7:30 a. m. Siempre aparece en los desfiles de moda mucho antes de su inicio programado y dice: «Yo uso el tiempo de espera para hacer llamadas telefónicas y tomar notas; algunas de mis mejores ideas las obtengo en los desfiles». Según la serie documental de la BBC Boss Woman, rara vez permanece en fiestas más de 20 minutos seguidos y generalmente se acuesta a las 10:15 p. m. a más tardar. Apaga su teléfono móvil para que no la molesten mientras come su almuerzo, que suele ser un filete o una hamburguesa sin pan. Las comidas ricas en proteínas han sido un hábito suyo desde hace mucho tiempo. Una compañera de trabajo de Harpers & Queen dijo que comía «salmón ahumado y huevos revueltos» todos los días y que «no comía nada más».

### Moda personal
Debido a su posición, el vestuario de Wintour es a menudo examinado e imitado de cerca. Al principio de su carrera, combinó camisetas y chalecos de moda con jeans de diseñador. Cuando empezó en Vogue como directora creativa, pasó a los trajes Chanel con minifaldas. Continuó usándolos durante ambos embarazos, abriendo ligeramente las faldas hacia atrás y manteniéndose la chaqueta puesta para cubrirse. Wintour fue catalogada como «una de las 50 personas mayores de 50 años mejor vestidas» por The Guardian en marzo de 2013. Además de lucir trajes Chanel con faldas midi, también se la ha visto usando tacones de gatito y vestidos midi estampados.
Según el biógrafo Jerry Oppenheimer, sus omnipresentes gafas de sol son en realidad lentes correctivos, ya que su visión se ha deteriorado como la de su padre. Una ex colega a la que entrevistó recuerda que se probó sus Wayfarers en su ausencia y se mareó. «Creo que en este punto se han convertido, ya sabes, en una verdadera armadura», dijo la propia Wintour al corresponsal de 60 Minutes, Morley Safer, explicando que le permiten mantener sus reacciones ante un desfile en privado. Mientras se recuperaba del fin de su matrimonio y del cambio en el personal editorial de la revista, un colega editor y amigo señaló que «ya no se esconde detrás de sus gafas. Ahora vuelve a divertirse».

### Política
Wintour ha apoyado al Partido Demócrata desde la candidatura al Senado de Hillary Clinton en 2000 y la campaña presidencial de John Kerry en 2004. También sirvió como «empaquetadora» de contribuciones durante las campañas presidenciales de Barack Obama en 2008 y 2012. Fue coanfitriona de eventos de recaudación de fondos para las campañas de Obama con Sarah Jessica Parker, uno de los cuales fue una cena para 50 personas, con un costo de 40.000 dólares por persona en la casa de Parker en West Village, con Meryl Streep, Michael Kors y el ejecutivo de publicidad Trey Laird entre los asistentes. También formó equipo con Calvin Klein y Harvey Weinstein para recaudar fondos durante el primer mandato de Obama, con Donna Karan entre los asistentes.
En 2013, cuando el ex director de comunicaciones de Vogue renunció, se rumoreaba que Wintour buscaba contratar a alguien con experiencia política. Poco después, contrató a Hildy Kuryk, quien trabajó como recaudadora de fondos para el Comité Nacional Demócrata y la campaña de Obama de 2008. Apoyó la campaña presidencial de Hillary Clinton en 2016, formó parte de la larga lista de donantes ricos de Clinton y se desempeñó como consultora de Clinton en la elección de vestuario para momentos clave de la campaña. Wintour respaldó a Joe Biden para las elecciones presidenciales de Estados Unidos de 2020.

## The Devil Wears Prada
Lauren Weisberger, una ex asistente de Wintour que dejó Vogue por Departures junto con Richard Story, escribió El diablo viste de Prada después de un taller de escritura que él le sugirió que tomara. Se esperaba con impaciencia por su supuesto retrato interno de Wintour antes de su publicación. Wintour dijo a The New York Times: «Siempre disfruto de una gran obra de ficción. No he decidido si voy a leerla o no». Si bien se ha sugerido que el escenario de la revista de moda y el personaje de Miranda Priestly se basaron en Vogue y Wintour, Weisberger afirma que se basó no solo en sus propias experiencias sino también en las de sus amigos. La propia Wintour hace un cameo cerca del final del libro, donde se dice que ella y Miranda no se caen bien.
En la novela, Priestly tiene muchas similitudes con Wintour: entre ellas, ella es británica, tiene dos hijos y se la describe como una de las principales contribuyentes del Met. Priestly es una tirana que hace demandas imposibles a sus subordinados, no les da casi nada de la información o el tiempo necesario para cumplir y luego los reprende por no hacerlo.
Kate Betts, que había sido despedida por Harper's después de dos años durante los cuales el personal dijo que se esforzó demasiado en emular a Wintour, lo revisó con dureza en The New York Times Book Review:

Después de haber trabajado en Vogue durante ocho años y haber sido asesorada por Anna Wintour, debo decir que Weisberger podría haber aprendido algunas cosas en el año en que vendió su alma al diablo de la moda por 32.500 dólares. Tenía un asiento de primera en una de las grandes franquicias editoriales en un negocio que ejerce una enorme influencia sobre las mujeres, pero parece no haber entendido casi nada sobre el aislamiento y la presión del trabajo que hacía su jefe, o lo que podría costarle a una persona como Miranda Priestly convertirse en un personaje como Miranda Priestly.

Priestly tiene algunas cualidades positivas. Andrea Sachs, el personaje principal de la novela, señala que ella sola toma todas las decisiones editoriales clave de la revista y que tiene clase y estilo genuinos.

### Adaptación cinematográfica
Durante la producción de The Devil Wears Prada en 2005, Wintour supuestamente amenazaba a destacadas personalidades de la moda, en particular a diseñadores, con que Vogue no los cubriría si hacían cameos en la película como ellos mismos. Ella lo negó a través de un portavoz que dijo que estaba interesada en todo lo que «apoye la moda». En la película se mencionan muchos diseñadores. Sólo uno, Valentino Garavani, apareció como él mismo.
La película se estrenó a mediados de 2006 con gran éxito comercial. Wintour acudió al estreno vistiendo Prada. En la película, la actriz Meryl Streep interpreta a Priestly, lo suficientemente diferente del libro como para recibir elogios de la crítica como un personaje completamente original (y más comprensivo). (La oficina de Streep en la película era lo suficientemente similar a la de Wintour que, según se informa, Wintour hizo redecorar la suya).
Según se informa, Wintour dijo que la película probablemente iría directamente a DVD. Recaudó más de 300 millones de dólares en taquilla en todo el mundo. Más tarde, en 2006, en una entrevista con Barbara Walters que se emitió el día del lanzamiento del DVD, Wintour dijo que encontró la película «realmente entretenida» y la elogió por hacer que la moda fuera «entretenida, glamorosa e interesante... Yo estaba 100 por ciento detrás de ella».
Esa opinión sobre la película aún no la ha llevado a perdonar a Weisberger. Cuando se informó que el editor de la novelista le había dicho que comenzara su tercera novela, el portavoz de Wintour sugirió que «debería conseguir un trabajo como asistente de otra persona».
Oppenheimer sugiere que The Devil Wears Prada pudo haberle hecho un favor a Wintour al aumentar el reconocimiento de su nombre. «Además de darle a Weisberger sus quince minutos», dice, «... colocó a Anna directamente en el panteón de las celebridades convencionales. Ahora los jóvenes amantes de la moda vestidos con vaqueros de Wal-Mart en Davenport y Dubuque conocían y hablaban de ella mientras tomaban Big Macs y patatas fritas bajo los Arcos Dorados».
Cuando se estrenó The Septiembre Issue tres años después, los críticos la compararon con la película de ficción anterior. «Durante el último año ha estado en pie de guerra en los medios para recuperar su imagen», dijo Paul Schrodt en Slant Magazine. Muchos se preguntaron hasta qué punto se parecía a Priestly de Streep y elogiaron la película por mostrar a la persona real. Manohla Dargis del New York Times dijo que Priestly había ayudado a humanizar a Wintour y «el documental continúa así». «La película ofrece ideas que la llevan más allá de una versión realista de The Devil Wears Prada», coincidió Mary Pols en Time.
La versión cinematográfica de la novela de Weisberger (guion escrito por Aline Brosh McKenna) no ha sido la única película en la que un personaje toma prestados algunos aspectos de Wintour. Se ha observado el peinado similar de Edna Moda en Los Increíbles (2004), Johnny Depp dijo que basó parcialmente el comportamiento de Willy Wonka en Charlie y la fábrica de chocolate (2005) en Wintour. Fey Sommers en Ugly Betty (2006-2010) también fue comparada con Wintour, desde el característico bob y gafas de sol, hasta el apellido de Wintour homófono de 'Winter' (invierno), mientras que el de Sommers es homófono de 'Summer' (verano).

## Críticas
En 2005, dos años después de El diablo viste de Prada, se publicó Front Row: The Cool Life and Hot Times of Vogue's Editor in Chief de Oppenheimer. Pintó un retrato similar de la mujer real. Según Oppenheimer, Wintour no sólo rechazó sus solicitudes de entrevista sino que disuadió a otros de hablar con él.

### Personalidad
Quienes la conocen bien, incluso sus amigos más cercanos, suelen describir a Wintour como emocionalmente distante. «En algún momento de su carrera, Anna Wintour dejó de ser Anna Wintour y se convirtió en 'Anna Wintour', momento en el que, como las alas de una casa señorial, cerró al público grandes sectores de su personalidad», escribió The Guardian. «Creo que a ella le gusta no ser completamente accesible. Solo su oficina es muy intimidante. Tienes que caminar aproximadamente una milla hasta la oficina antes de llegar a su escritorio y estoy seguro de que es intencionado», dice Coddington. «No creo que ella sea accesible para personas a las que no necesita ser accesible», coincide el editor de Vogue, Tom Florio.

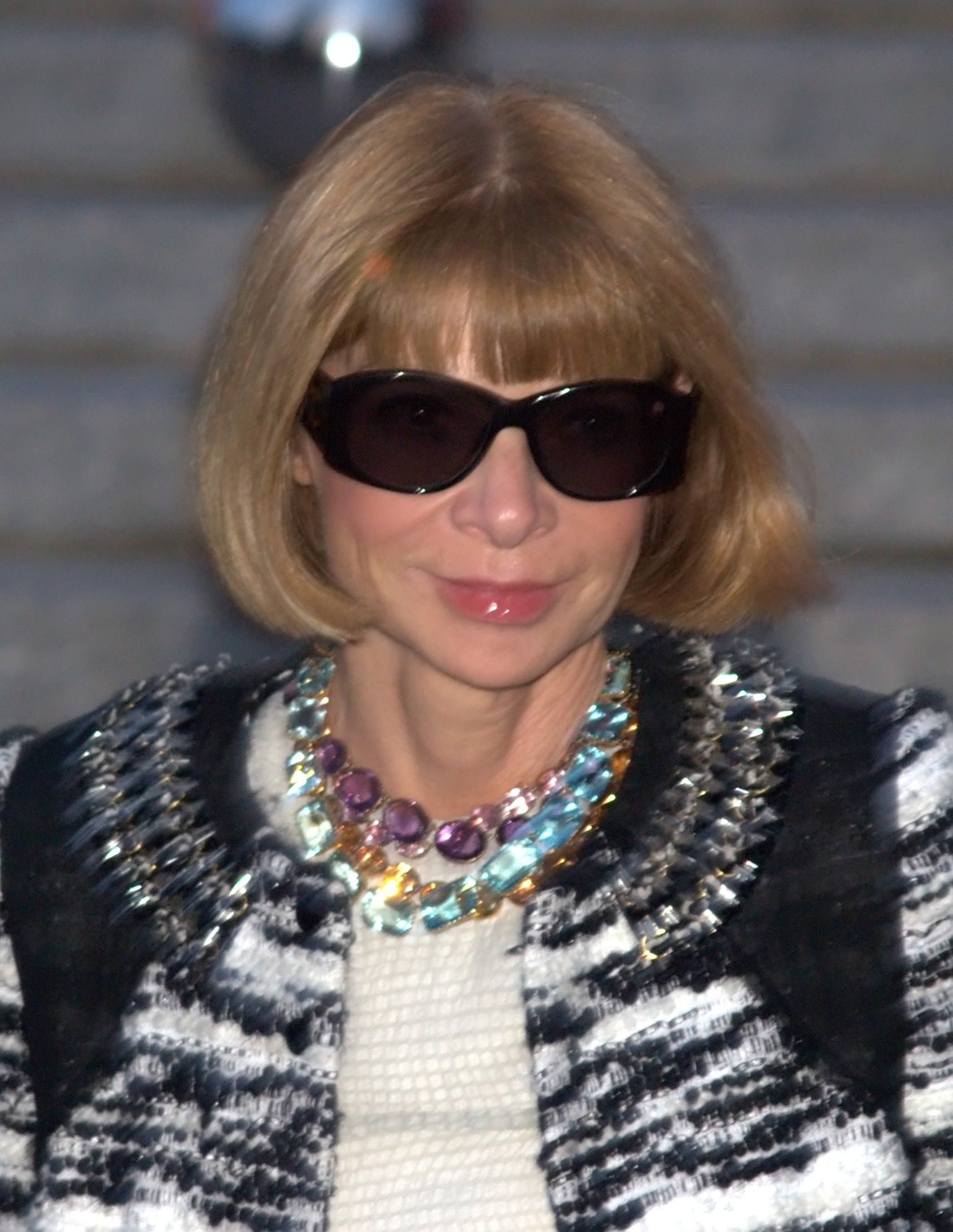
Wintour en la fiesta de Vanity Fair para el Festival de Cine de Tribeca 2010

Ha dicho que admiraba a su padre Charles, conocido como «Chilly Charlie» por ser «inscrutable». Antiguos compañeros de trabajo le contaron a Oppenheimer un distanciamiento similar por su parte. Pero también es conocida por sus volátiles arrebatos de descontento, y el ampliamente utilizado sobrenombre de «Nuclear Wintour» es el resultado de ambos. Le disgusta tanto que le pidió a The New York Times que no lo usara. «A veces me enfado bastante», admitió en The September Issue.
«Creo que ha sido muy grosera con mucha gente en el pasado, en su camino hacia arriba, muy concisa», dijo un amigo a The Observer. «Ella no tiene conversaciones triviales. Nunca será amiga de su asistente». Se dice que el personal subalterno de Vogue entiende, a través de reglas no escritas, que no deben iniciar interacciones con ella; se ha dicho que se les desaconseja viajar en ascensor con ella y, si lo hacen, no deberían hablar con ella, aunque Wintour ha calificado esto de exagerado. En un perfil de 1999, el periodista Kevin Gray observó que una empleada parecía «atacada por el pánico» cuando se dio cuenta de que tendría que estar en el ascensor con Wintour. Gray también informa que otra empleada le dijo que una vez vio a Wintour tropezar en un pasillo, pasó junto a ella sin ofrecerle ayuda y luego le dijeron que «hizo absolutamente lo correcto».
Incluso los amigos admiten sentir cierta inquietud en su presencia. «Resulta que Anna es amiga mía», dice Barbara Amiel, «lo cual no ayuda en absoluto a sobrellevar el frío pánico que me invade cada vez que nos encontramos». «Sé cuándo dejar de presionarla», dice Coddington. «Ella no sabe cuándo dejar de presionarme».
A menudo se la ha descrito como una perfeccionista que habitualmente hace exigencias imposibles y arbitrarias a sus subordinados: «tijeras de cocina en el trabajo», en palabras de un comentarista. Una vez hizo que un empleado subalterno revisara la basura de un fotógrafo y encontrara una fotografía que él se había negado a darle. En una escena eliminada de la edición de septiembre, ella se queja de los «horribles cubos de plástico blanco» con hielo detrás de las rejas en el séptimo evento benéfico contra el sida del CFDA y los quita de la vista. «La idea de que Anna querría que se hiciera algo 'ahora' y no 'en breve' es exacta», dice Amiel sobre El diablo viste de Prada. «Anna quiere lo que quiere de inmediato». Una asistente de toda la vida dice: «Te arroja al agua y te hundes o nadas».
Peter Braunstein, un ex reportero de Women's Wear Daily condenado por agredir sexualmente a un compañero de trabajo, supuestamente planeó matar a Wintour debido a lo que percibió como desaires. Después de recibir sólo una entrada para los Vogue Fashion Awards de 2002, lo que percibió como un desaire, su ira le costó el trabajo.
En una ocasión tuvo que pagar por el trato que daba a los empleados. En 2004, un tribunal dictaminó que ella y Shaffer debían pagar 104.403 dólares, y la propia Wintour 32.639 dólares adicionales, para resolver una demanda presentada contra ellos por la Junta de Compensación para Trabajadores del Estado de Nueva York. No habían pagado la sentencia de 140.000 dólares dictada en su contra por un ex empleado suyo (no de la revista) lesionado en el trabajo, que no tenía la cobertura de seguro necesaria.
En la década de 2000, a su relación con Bryan se le atribuyó el mérito de suavizar su personalidad en el trabajo. «Incluso cuando está de mal humor, tiene una postura diferente. [...] es que es mucho más tranquila y más fácil trabajar con ella», dijo alguien descrito como «un observador de Wintour» al New York Observer en 2000.

### Postura a favor de las pieles
A menudo ha sido el objetivo de organizaciones de derechos de los animales como PETA, que están enojadas por su uso de pieles en Vogue, sus editoriales a favor de las pieles y su negativa a publicar anuncios pagados de organizaciones de derechos de los animales. Sin inmutarse, continúa usando pieles en sus fotografías y dice que siempre hay una manera de usarlas. «Nadie llevaba pieles hasta que ella las puso en la portada a principios de los años 90», dice Tom Florio, colaborador de Vogue. «Ella encendió toda la industria».
Ha «perdido la cuenta» de las veces que ha sido agredida físicamente por activistas. En París, en octubre de 2005, la golpearon con un pastel de tofu mientras esperaba para entrar al desfile de Chloé. En otra ocasión, una activista arrojó un mapache muerto en su plato en un restaurante; le dijo al camarero que se lo quitara. Ella y el editor de Vogue, Ron Galotti, una vez tomaron represalias por una protesta frente a las oficinas de Condé Nast durante la fiesta anual de Navidad de la compañía enviando un plato de rosbif.
Otros fuera de la comunidad de derechos de los animales han planteado la cuestión de las pieles. El periodista de moda Peter Braunstein escribió en su manifiesto que ella iría a un infierno custodiado por grandes ratas, donde haría tanto calor que no necesitaría usar pieles. Pamela Anderson, en una entrevista a principios de 2008, dijo que Wintour era la persona viva que más despreciaba «porque intimida a los jóvenes diseñadores y modelos para que usen y vistan pieles».

### Elitismo
Otra crítica común a la dirección editorial de Wintour se centra en el uso cada vez mayor de celebridades en la portada por parte de Vogue y su insistencia en hacer que cumplan con sus estándares. Según los informes, le dijo a Oprah Winfrey que perdiera peso antes de su fotografía de portada. Asimismo, a Hillary Clinton le dijeron que no usara traje azul. En la celebración de Anglomania de 2005, un homenaje patrocinado por Vogue a la moda británica en el Met, se dice que Wintour eligió personalmente la ropa para asistentes destacados como Jennifer Lopez, Kate Moss, Donald Trump y Diane von Fürstenberg. «No creo que Vreeland tuviera ese tipo de concentración», dice el editor del Women's Wear Daily, Patrick McCarthy. «Ella no habría vestido a Babe Paley. Tampoco Babe Paley se lo habría dejado». Al persuadir a los diseñadores para que presten ropa a miembros de la alta sociedad y celebridades prominentes, quienes luego son fotografiados usando la ropa no solo en Vogue sino también en revistas de interés más general como People y Us, que a su vez influyen en lo que quieren los compradores, algunos en la industria creen que Wintour está ejerciendo demasiado control sobre ello, especialmente porque ella misma no participa en la confección o producción de ropa. «El resultado final es que Anna puede controlarlo hasta el piso de ventas», dice Candy Pratts Price, directora ejecutiva de moda de Style.com. Se le atribuye haber matado la moda grunge a principios de la década de 1990, cuando no se vendía bien, al decirle a los diseñadores que si continuaban evitando el glamur sus looks no serían fotografiados para Vogue. Todos cumplieron.

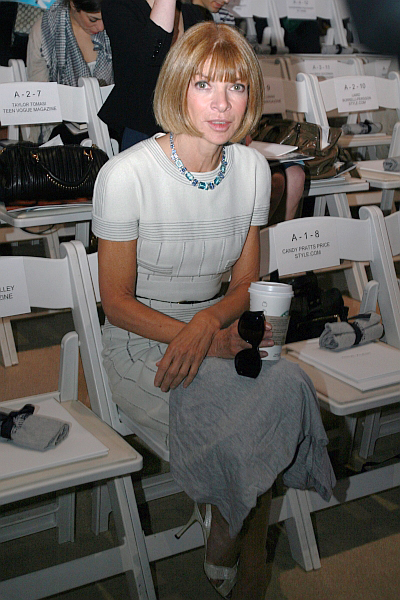
Wintour (fotografiada por Ed Kavishe de Fashion Wire Press) a menudo insiste en sentarse separada de otros editores de moda en los desfiles.

Otro escritor de Vogue se quejó de que Wintour excluía de sus páginas a mujeres trabajadoras comunes y corrientes, muchas de las cuales son suscriptores habituales. «Está obsesionada únicamente con reflejar las aspiraciones de una determinada clase de lectores», afirma. «Una vez tuvimos un artículo sobre el cáncer de mama que comenzaba con una azafata de avión, pero ella no quería tener una azafata en la revista, así que tuvimos que ir a buscar a una mujer de negocios de alto vuelo que había tenido cáncer».
Wintour ha sido acusada de diferenciarse incluso de sus compañeros. «No creo que la ficción pueda superar la realidad», dice el editor de una revista de moda británica sobre El diablo viste de Prada. «El arte en este caso es solo una pobre imitación de la vida». Wintour, dice el editor, solicita habitualmente sentarse fuera de la vista de los editores de la competencia en las ferias. «Nos pasamos la vida laboral diciéndole a la gente qué bolso llevar, pero Anna está tan por encima del resto de nosotros que ni siquiera tiene bolso».
En la Semana de la Moda de Milán de 2008, solicitó que algunos desfiles clave se reprogramaran para principios de semana para que ella y otros editores con sede en Estados Unidos pudieran tener tiempo de regresar a casa antes de los desfiles de París. Esto generó quejas. Otros editores dijeron que tuvieron que apresurarse en los desfiles anteriores, y a los diseñadores menos conocidos que tuvieron que presentarse más tarde se les negó una audiencia importante. Dolce & Gabbana dijo que la moda italiana estaba recibiendo poca atención y que Milán se estaba convirtiendo en un «circo sin sentido».
Giorgio Armani, que en ese momento copresidía con Wintour una exposición en el Met sobre trajes de superhéroes, llamó la atención por sus comentarios personales. «Tal vez lo que ella piensa que es un vestido bonito, a mí no me parece un vestido bonito», afirmó. Si bien afirmó que no podía entender por qué a la gente no le agradaba, diciendo que él mismo era indiferente, expresó su esperanza de que ella no hubiera hecho un comentario que alguna vez le atribuyó que «la era Armani ha terminado». La acusó de preferir la moda francesa y estadounidense a la italiana. Geoffrey Beene, que dejó de invitar a Wintour a espectáculos después de que ella dejó de escribir sobre él, la llamó «una jefa en un vehículo todo terreno que ignora o abandona a quienes no le llenan el tanque. Como editora, ha convertido la clase en masa, sabor en desperdicio».
Sus comentarios sobre la obesidad han causado polémica en más de una ocasión. En 2005, Wintour fue fuertemente criticado por el capítulo de Nueva York de la Asociación Nacional para Promover la Aceptación de Grasas después de que el editor general de Vogue, André Leon Talley, dijera en The Oprah Winfrey Show que, en un momento, Wintour le exigió perder peso.  «La mayoría de las chicas de Vogue son muy delgadas, tremendamente delgadas», dijo, «porque a la señorita Anna no le gusta la gente gorda». En 2009, los residentes de Mineápolis se sintieron ofendidos después de que ella le dijera a 60 Minutes que «solo podía describir amablemente a la mayoría de las personas que veía como pequeñas casas». Señalaron que su ciudad había sido nombrada la tercera más en forma del país ese año por Men's Fitness, mientras que Nueva York había sido nombrada la quinta más gorda.
Wintour sorprendió a los observadores al desarrollar una asociación con la familia Kardashian y Kanye West, que culminó con tener a los Kardashian-West en una portada de Vogue; según se informa, Wintour comentó que tener solo gente «de muy buen gusto» en la revista era «aburrido», y su decisión de recurrir a tales personalidades ha llevado a algunos a acusar a la revista de estar «desesperada por generar rumores». Sin embargo, Wintour ha continuado la asociación con la pareja.

### Respuestas
Otros han defendido a Wintour. Amanda Fortini, de Slate, dijo que se sentía cómoda con el elitismo de Wintour, ya que eso es intrínseco a la moda:

La mayoría de nosotros leemos Vogue no con la intención de comprar ropa tremendamente cara, sino porque hacerlo educa nuestra vista y perfecciona nuestro gusto, de manera similar a la forma en que comer comida gourmet refina el paladar. Este es un placer permitido por la estética despiadada de Wintour, su negativa a participar en la tendencia democratizadora de la mayoría de sus competidores. Negarle ese privilegio es negar a sus lectores el privilegio de la fantasía en forma de alta costura parisina bellamente fotografiada.

Emma Brockes lo ve en la propia Wintour: «Su inquebrantable habilidad para parecer como si viviera dentro de las páginas de su revista tiene una especie de honestidad, prueba de que, pienses lo que pienses al respecto, el estilo de vida que promociona Vogue es al menos físicamente posible».
«Las publicaciones impresas tienen que ser una experiencia lo más lujosa posible», explicó Wintour en 2015. «Hay que sentirlo saliendo de la página. Hay que ver fotografías y piezas que no se pueden ver en ningún otro lugar».
Algunos amigos ven su supuesta frialdad como una mera reserva británica o timidez. Brockes dice que puede ser mutuo, «en parte un reflejo de lo incómodas que se sienten las personas con ella, en particular las mujeres, que se ponen preventivamente irritables ante la perspectiva de conocer a Fashion Incarnate». Cuando Morley Safer le preguntó sobre las quejas sobre su personalidad, ella dijo:

Tengo tanta gente aquí, Morley, que ha trabajado conmigo durante 15 o 20 años y, ya sabes, si soy tan perra, deben ser realmente unos glotones de castigo porque todavía están aquí. Si a veces uno se muestra frío o brusco, es simplemente porque me esfuerzo por conseguir lo mejor.

Ha hecho declaraciones similares en defensa de su presunta negativa a contratar gente gorda. «Para mí es importante que la gente que trabaja aquí, especialmente en el departamento de moda», dice, «se presente de una manera que tenga sentido para el mundo exterior como si trabajaran en Vogue».
Sus defensores han calificado las críticas de sexistas. «Las mujeres poderosas en los medios siempre son inspeccionadas más minuciosamente que sus homólogos masculinos», dijo The New York Times en un artículo sobre Wintour poco después del lanzamiento de The Devil Wears Prada. Cuando Wintour asumió el cargo de Vogue, la columnista de chismes Liz Smith informó de rumores de que había conseguido el trabajo gracias a una aventura con Si Newhouse. Wintour, supuestamente furiosa, convirtió su enojo en el tema de una de sus primeras reuniones de personal; todavía se quejó de la acusación cuando aceptó un premio de los medios de comunicación en 2002.
Se la ha llamado feminista cuyos cambios en Vogue han reflejado, reconocido y reforzado los avances en la condición de la mujer. Al revisar el libro de Oppenheimer en el Washington Monthly, la editora en jefe Christina Larson señala que Vogue, a diferencia de muchas otras revistas femeninas,

...no juega con el sentimiento de insuficiencia de sus lectores... En cambio, les recuerda a las mujeres que deben sentirse satisfechas, haciendo alarde de todo tipo de galas (ropa, muebles, destinos de viaje) que una mujer exitosa podría comprar, o al menos admirar. Si bien seguramente existe para vender anuncios... lo hace principalmente explotando la ambición, no la inseguridad.

Wintour, a diferencia de Vreeland, «...cambió el enfoque de Vogue del culto a la belleza al culto a la creación de la belleza». Para Wintour, centrarse en las celebridades es un avance bienvenido, ya que significa que las mujeres están apareciendo en la portada de Vogue, al menos en parte, por lo que han logrado, no solo por su apariencia.
Las quejas sobre su papel como eminencia gris de la moda son desestimadas por quienes están familiarizados con cómo lo ejerce en realidad. «Ella es honesta. Te dice lo que piensa. Sí es sí y no es no», según el diseñador Karl Lagerfeld. «No es demasiado insistente», coincide François-Henri Pinault, director general de Kering, la empresa matriz de Gucci. «Ella te hace saber que no es un problema si no puedes hacer algo que ella quiere». Los defensores también señalan que ella continuó apoyando a Gucci a pesar de su firme creencia de que Kering no debería haber dejado ir a Tom Ford. Diseñadoras como Alice Roi e Isabel Toledo han florecido sin complacer a Wintour o Vogue. Su voluntad de hacer valer su peso ha ayudado a mantener a Vogue independiente a pesar de su gran dependencia del dinero publicitario. Wintour fue la única editora de moda que se negó a seguir el ultimátum de Armani de incluir más prendas suyas en las páginas editoriales de la revista, aunque también ha admitido que si tiene que elegir entre dos vestidos, uno de anunciante y otro no, elegirá siempre el primero. «Comercial no es una mala palabra para mí».
La propia Wintour, cuando se le pregunta al respecto, descarta la idea de que ella tenga todo el poder que se le atribuye. «No me considero una persona poderosa», dijo a Forbes en 2011, cuando la nombró en el puesto 69 en su lista de las cien mujeres más poderosas del mundo. «¿Sabes qué significa? Significa que obtienes un mejor asiento en un restaurante o entradas para una proyección o lo que sea. Pero es una maravillosa oportunidad poder ayudar a otros y por eso estoy muy agradecida».
Ante críticas como la de Beene, ha defendido la democratización de las que alguna vez fueron marcas de lujo exclusivas. «Significa que más gente obtendrá una mejor moda», le dijo a Dana Thomas. «Y cuanta más gente pueda tener moda, mejor».

## Condecoraciones
- Dama Comandante de la Orden del Imperio Británico  (2017).[179]

## Obras citadas
- Cutler, R.J. (2009). The September Issue (Película). Roadside Attractions.
- Gray, Kevin (13 de septiembre de 1999). «The Summer of Her Discontent». New York. Consultado el 29 de agosto de 2024.
- Horyn, Cathy (1 de febrero de 2007). «Citizen Anna». The New York Times. Consultado el 29 de agosto de 2024.
- Oppenheimer, Jerry (2005). Front Row: The Cool Life and Hot Times of Vogue's Editor In Chief. St. Martin's Press, Nueva York. ISBN 0-312-32310-7.
- Safer, Morley (17 de mayo de 2009). «Anna Wintour, Behind the Shades». 60 Minutes (CBS News). Consultado el 29 de agosto de 2024.
- Weisberger, Lauren (2003). The Devil Wears Prada. Broadway Books, Nueva York. ISBN 0-7679-1476-7.